# Бабурин, Владимир Евгеньевич
Влади́мир Евге́ньевич Бабу́рин (24 ноября 1961, Москва — 1 ноября 2009, Москва) — российский политический журналист, бывший главный редактор московского бюро Радио «Свобода».

## Биография
Бабурин учился на факультете журналистики Московского государственного университета им. М. В. Ломоносова в 1979—1984 году. Работал в Гостелерадио СССР, на Радио России и на Российском телевидении. Сотрудничал с радиостанцией «Немецкая волна».

## Радио Свобода
Бабурин с 1995 года работал на Радио «Свобода». Был автором программ «Время гостей», «Лицом к лицу», «Свободная тема», редактировал программу «Либерти лайф».